# Zones (Hawkwind)
Zones es un álbum de Hawkwind, lanzado por Flicknife Records en 1983.
Este disco está compuesto de material híbrido, el lado A incluye temas de estudio inéditos grabados en 1981, más dos temas en directo, grabados en 1980, mientras que el lado B contiene canciones grabadas durante la gira del álbum "Choose Your Masques", de 1982.

## Lista de canciones
Lado A
1. "Zones" (Dave Brock) – 0:46
2. "Dangerous Vision" (Keith Hale) – 5:05
3. "Running Through The Back Brain" (Michael Moorcock, Brock, Harvey Bainbridge, Huw Lloyd-Langton, Hale, Ginger Baker) – 6:17
4. "The Island" [aka "Dust Of Time"] (Lloyd-Langton, Brock) – 3:17
5. "Motorway City" (Brock) – 4:57

Lado B
1. "Utopia 84" (Brock) – 2:06
2. "Social Alliance" (Brock) – 4:39
3. "Sonic Attack" (Moorcock, Hawkwind) – 5:47
4. "Dream Worker" (Bainbridge) – 5:28
5. "Brainstorm" (Nik Turner) – 8:30

## Personal
- Dave Brock: guitarra, voz, teclados
- Huw Lloyd-Langton: guitarra, voz
- Nik Turner: saxo, flauta, voz (lado B)
- Harvey Bainbridge: bajo, teclados, voz
- Keith Hale: teclados, voz (lado A)
- Ginger Baker: batería (lado A)
- Martin Griffin: batería (lado B)
- Michael Moorcock: voz en A3